# Skellytown
Skellytown is een plaats (town) in de Amerikaanse staat Texas, en valt bestuurlijk gezien onder Carson County.

## Demografie
Bij de volkstelling in 2000 werd het aantal inwoners vastgesteld op 610.
In 2006 is het aantal inwoners door het United States Census Bureau geschat op 608, een daling van 2 (-0,3%).

## Geografie
Volgens het United States Census Bureau beslaat de plaats een oppervlakte van
1,1 km², geheel bestaande uit land. Skellytown ligt op ongeveer 986 m boven zeeniveau.

## Plaatsen in de nabije omgeving
De onderstaande figuur toont nabijgelegen plaatsen in een straal van 36 km rond Skellytown.